# Akademisk Fægteklub
Akademisk Fægteklub var en dansk fægteklub, der blev grundlagt i 1930. Klubbens fægtere vandt 17 individuelle, danske mesterskaber frem til 1974, hvor den blev lagt sammen med Fægteklubben Cirklen under navnet Fægteklubben Mahaut.
Syv af klubbens medlemmer deltog i Olympiske Lege i 1932, 1936, 1948 og 1952.

## Forhistorie
Fægtning var én af flere idrætsgrene i Akademisk Idrætsforening, der blev stiftet i 1913 af blandt andre gymnastikinspektør Niels Christian Daniel Petersen (1892-1975) og landsretssagfører Svend Langkjær (1886-1948), der var foreningens formand 1914-1915. Læge Ivan Osiier (1888-1965) var foreningens formand 1916-1930. I de kommende 17 år vandt foreningen i fægtning 27 individuelle, danske mesterskaber, herunder 10 på fleuret, 7 på kårde og 10 på sabel; ud af disse blev de 25 vundet af Ivan Osiier.
Før 1930 var fem senere medlemmer af Akademisk Fægteklub deltagere ved fem olympiader - henholdsvis i 1908 i London (Ivan Osiier), 1912 i Stockholm (Oluf Berntsen, Hans Olsen og Ivan Osiier), 1920 i Antwerpen (Aage Berntsen og Ivan Osiier), 1924 i Paris (Svend Aage Munck og Ivan Osiier) og 1928 i Amsterdam (Ivan Osiier).

## Levetid (1930-1974)
I 1930 stiftedes Akademisk Fægteklub som en selvstændig forening af blandt andre Ivan Osiier, der var klubbens formand 1930-1937, og som blev æresmedlem i 1931. Den internationalt kendte fleuretfægter, Grete Olsen (1912-2010) var medlem af klubbens bestyrelse 1935-1939 og 1946-1950.
Klubben var medlem af Dansk Fægte-Forbund og var hjemmehørende i Leonce Mahauts fægtesal (Salles d'Armes Mahaut), der siden åbningen i 1901 havde været beliggende i Østergade 34, i Tordenskjoldsgade 10, igen i Østergade 34 og i Store Kongensgade, men som i 1930 var flyttet til Bryggeriernes ejendom, Vestre Boulevard 24 (nu: H.C. Andersens Boulevard) ved Tivoli.

I årene 1930-1974 vandt klubben 17 individuelle danske mesterskaber. På fleuret vandt damerne Grete Olsen (1933-1938), Aya Pedersen (1940) samt Kate Mahaut (1942 og 1945), på fleuret vandt herrerne Tage Jørgensen (1945) og Jørgen P. Kock (1969 og 1972), på kårde herrerne S. Munck (1933) og Laur. Schrøder (1941) og på sabel herrerne S. Munck (1931 og 1935) og Jørgen P. Kock (1969).
 
I samme periode deltog syv af klubbens fægtere i følgende Sommer-OL: 1932 i Los Angeles (Grete Olsen og Ivan Osiier), 1936 i Berlin (Grete Olsen, Ulla Barding-Poulsen og Caspar Schrøder), 1948 i London (Kate Mahaut, Grete Olsen, Ivan Osiier, Ivan Ruben og Tage Jørgensen) og 1952 i Helsingfors (Ulla Barding-Poulsen, Kate Mahaut og Ivan Ruben).
Tre af klubbens fremtrædende kvindelige fægtere – Ulla Barding-Poulsen, Kate Mahaut og Grete Olsen – var med i to af Danmarks største internationale fægtepræstationer: Kvindernes hjemførelse af de to første verdensmesterskaber i fleuret for hold i 1947 i Lissabon og i 1948 i Den Haag. 

## Eftertid
Akademisk Fægteklub blev i 1974 sluttet sammen med Fægteklubben Cirklen; sammenslutningen fik navnet, Fægteklubben Mahaut – opkaldt efter fægtemester Leonce Mahaut (1875-1950).